# Вася (кратер)
Вася (лат. Vasya) — маленький місячний кратер у північно-західній частині Моря Дощів, поблизу мису Геракліда. Діаметр — близько 100 метрів, глибина — 8 метрів. На північному заході межує зі 150-метровим кратером Ніколя. Координати — 38°11′54″ пн. ш. 34°58′54″ зх. д. / 38.1983° пн. ш. 34.9816° зх. д. Має нечіткі краї та вкритий численними меншими кратерами. Був відвіданий «Місяцеходом-1», що зупинився там на другу свою ночівлю.
Назву цього кратера було затверджено Міжнародним астрономічним союзом 14 червня 2012 року в числі назв 12 дрібних кратерів на шляху «Місяцехода-1». Як і інші малі місячні кратери, офіційно вони названі не на честь конкретних осіб, а просто людськими іменами. Однак ці імена не є випадковими: вони нагадують про людей, що працювали над радянською місячною програмою. «Вася» — це Василь Іванович Чубукін, член групи керування місяцеходом.
Цей кратер — крайня південна точка маршруту «Місяцехода-1». Він прибув туди 21 грудня 1970 року, і 22 лютого приготувався до ночівлі. Вона тривала до 8 січня 1971, а 9 січня апарат знову почав рух і поїхав на північ — вже дещо іншим маршрутом. Складний рельєф схилів Васі, вкритих камінням та дрібними кратерами, вимагав особливо уважного вибору маршруту. Тому цей кратер став першим місцем, де місяцехід виконав стереофотограмметричну зйомку поверхні. Також у ньому, як і в багатьох інших місцях, було зроблено дослідження хімічного складу ґрунту.
У 2010 році супутник Lunar Reconnaissance Orbiter уперше відзняв область цього кратера з детальністю, що дозволяє побачити сліди місяцеходу. Роздільна здатність знімків цього місця, зроблених цим супутником, досягає 0,3 метра на піксель.